# Vicente de Paula Ferreira
Vicente de Paula Ferreira, C.Ss.R. (Araraí, 27 de outubro de 1970) é um prelado redentorista brasileiro da Igreja Católica. É o atual bispo de Livramento de Nossa Senhora.

## Biografia
Completou os estudos em filosofia na Universidade Federal de Juiz de Fora (UFJF), obtendo o bacharelado e o mestrado em Ciências da Religião. Em seguida, estudou teologia na Faculdade Jesuíta de Filosofia e Teologia (FAJE), em Belo Horizonte, e especializou-se em psicologia em Juiz de Fora.
Fez a profissão religiosa na Congregação do Santíssimo Redentor em 12 de dezembro de 1992 e foi ordenado padre em 16 de novembro de 1996. Assim foi promotor vocacional em 1997, depois foi formador do pré-noviciado entre 1998 e 2002 e do aspirantado, entre 2003 e 2005. Depois, foi presidente da União dos Redentoristas do Brasil até 2011, quando foi eleito superior provincial da Província do Rio de Janeiro-Minas Gerais-Espírito Santo, cargo que exerceu até 2014. Entre 2012 e 2017, foi membro da Academia Alfonsiana de Roma e entre 2014 e 2017, formador dos estudantes de Teologia da Congregação Redentorista (Província do Rio), em Belo Horizonte.
Em 8 de março de 2017, foi nomeado pelo Papa Francisco como Bispo auxiliar de Belo Horizonte, sendo consagrado como Bispo titular de Castra Nova em 27 de maio do mesmo ano, na Igreja São José pelo arcebispo de Belo Horizonte, Dom Walmor Oliveira de Azevedo, coadjuvado por Dom Dario Campos, O.F.M., bispo de Cachoeiro do Itapemirim e por Dom Darci José Nicioli, C.Ss.R., arcebispo de Diamantina.
Em 1 de fevereiro de 2023, foi nomeado pelo Papa Francisco como bispo de Livramento de Nossa Senhora.